# Церициумы
Церициумы (лат. Cerithiidae) — семейство морских брюхоногих моллюсков.

## Описание
Длина раковины представителей семейства от 3 мм (Bittiolum alternatum) до 130 мм (Cerithium nodulosum). Большинство представителей семейства — мелкие виды. Раковина представителей семейства толстостенная, длинная, башневидная, с радиальной скульптурой с осевыми хребтами, бугорками и узлами. Также раковина характеризуется утолщенной наружной губой и приподнятым коротким сифональным каналом. Окраска раковин преимущественно одноцветная, не яркая.
Моллюски обитают на мелководьях — мягких песчаных или песчано-илистых грунтах. Могут селиться крупными колониями. Наиболее крупные представители семейства, распространённые в тропической зоне, способны проникать из моря в устья рек, на заболоченные участки около мангров. Во время отлива они подвешиваются к ветвям мангровых деревьев, смыкая при этом оперкулум раковины. Представители подсемейства Bittiinae также могут встречаются на глубине. Питаются диатомовыми водорослями и растительным детритом.

## Классификация
Подсемейство Alabininae Dall, 1927
- Alabina Dall, 1902

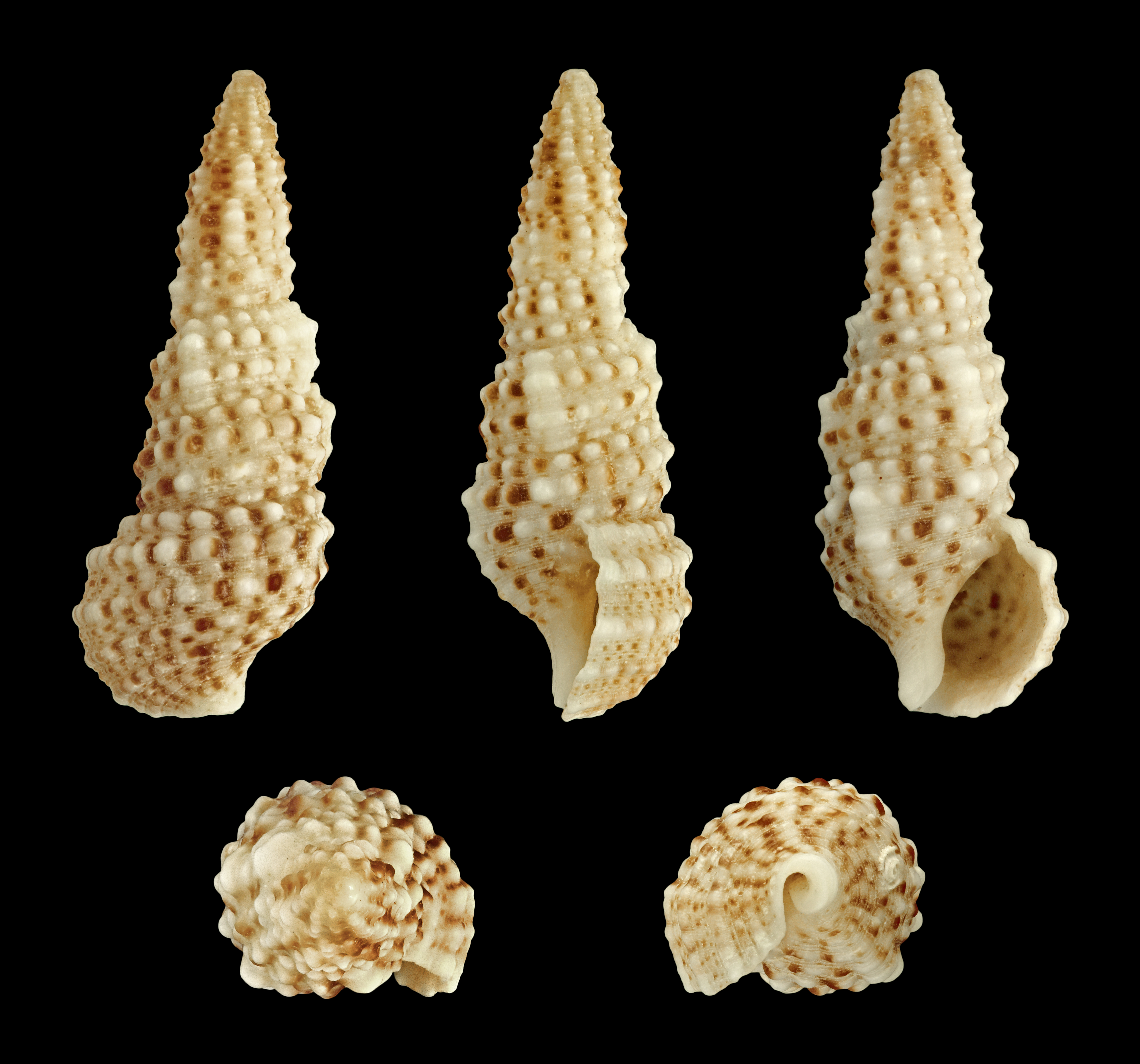
Cerithium scabridum

Подсемейство Bittiinae Cossmann, 1906
- Argyropeza Melvill & Standen, 1901
- Bittiolum Cossmann, 1906
- Bittium Gray, 1847
- Cacozeliana Strand, 1928
- Cassiella Gofas, 1987
- Cerithidium Monterosato, 1884
- Ittibittium Houbrick, 1993
- Limatium Strong & Bouchet, 2018[6]
- Lirobittium Bartsch, 1911
- Neostylidium Doweld, 2013
- Pictorium Strong & Bouchet, 2013
- Varicopeza Gründel, 1976
- Zebittium Finlay, 1926

Подсемейство Cerithiinae Fleming, 1822
- Cerithioclava Bruguière, 1789
- Cerithium Bruguière, 1789
- Thericium Monterosato, 1890
- Clavocerithium Cossmann, 1920
- Clypeomorus Jousseaume, 1888
- Colina H. Adams & A. Adams, 1854
- Fastigiella Reeve 1848
- Gourmya Bayle, 1884
- Liocerithium Tryon, 1887
- Pseudovertagus Vignal, 1904
- Rhinoclavis Swainson, 1840
- Royella Iredale, 1912

Подсемейство ?
- †  Bezanconia Bayle in Fischer, 1884

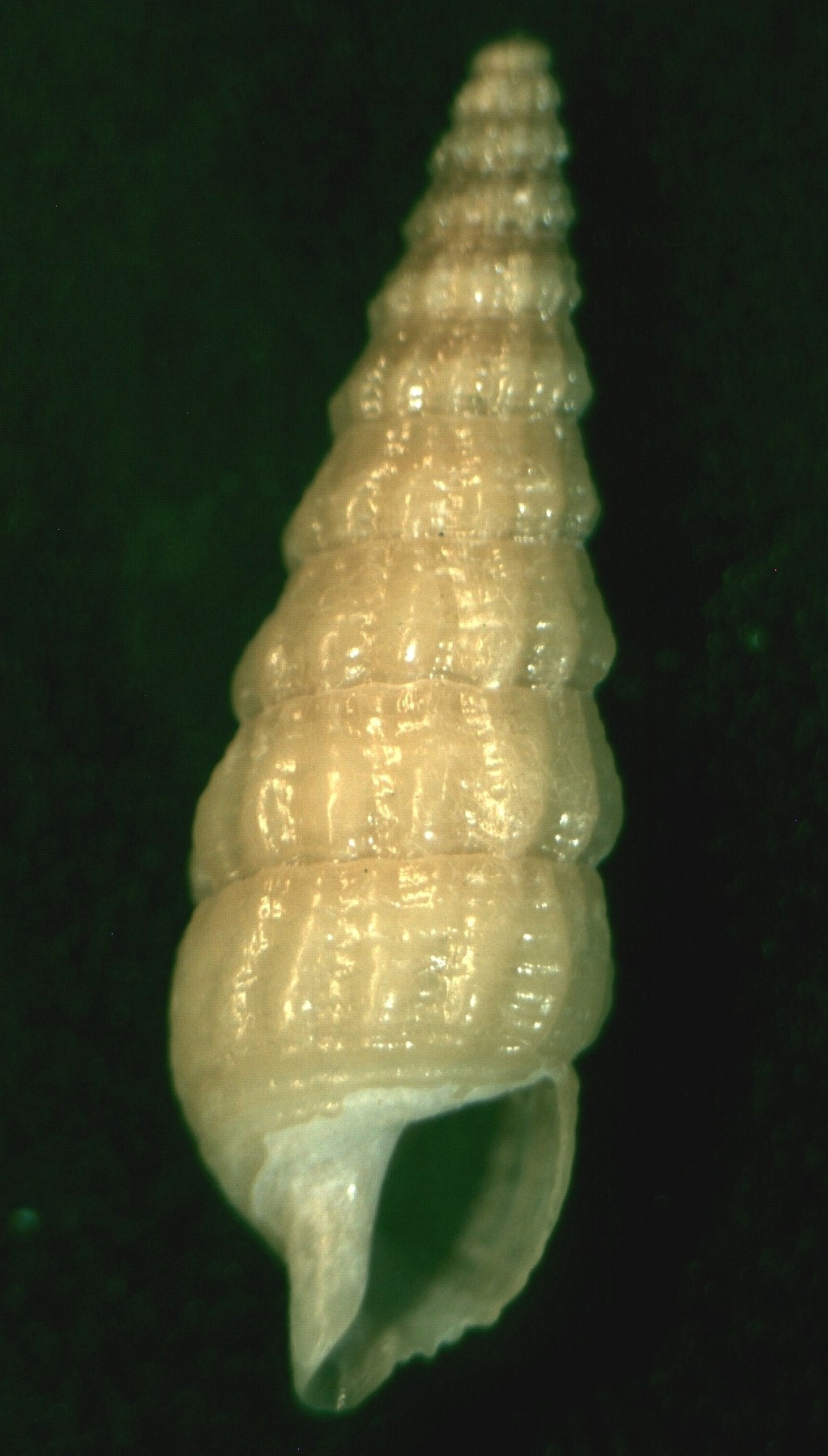
Ataxocerithium serotinum
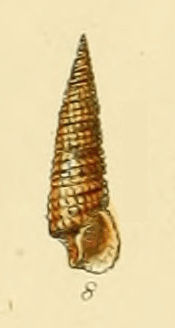
Bittium reticulatum
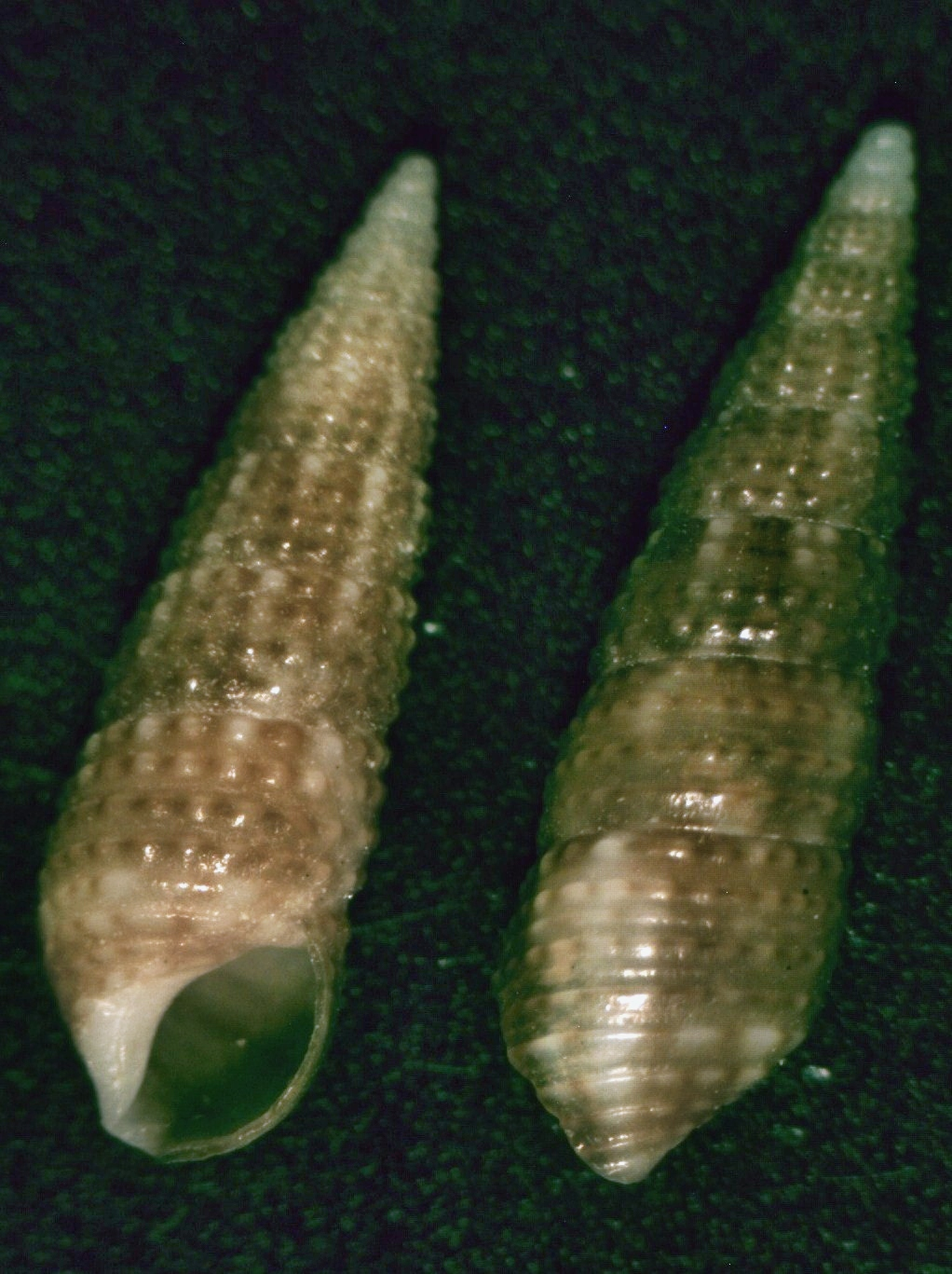
Cacozeliana granarium
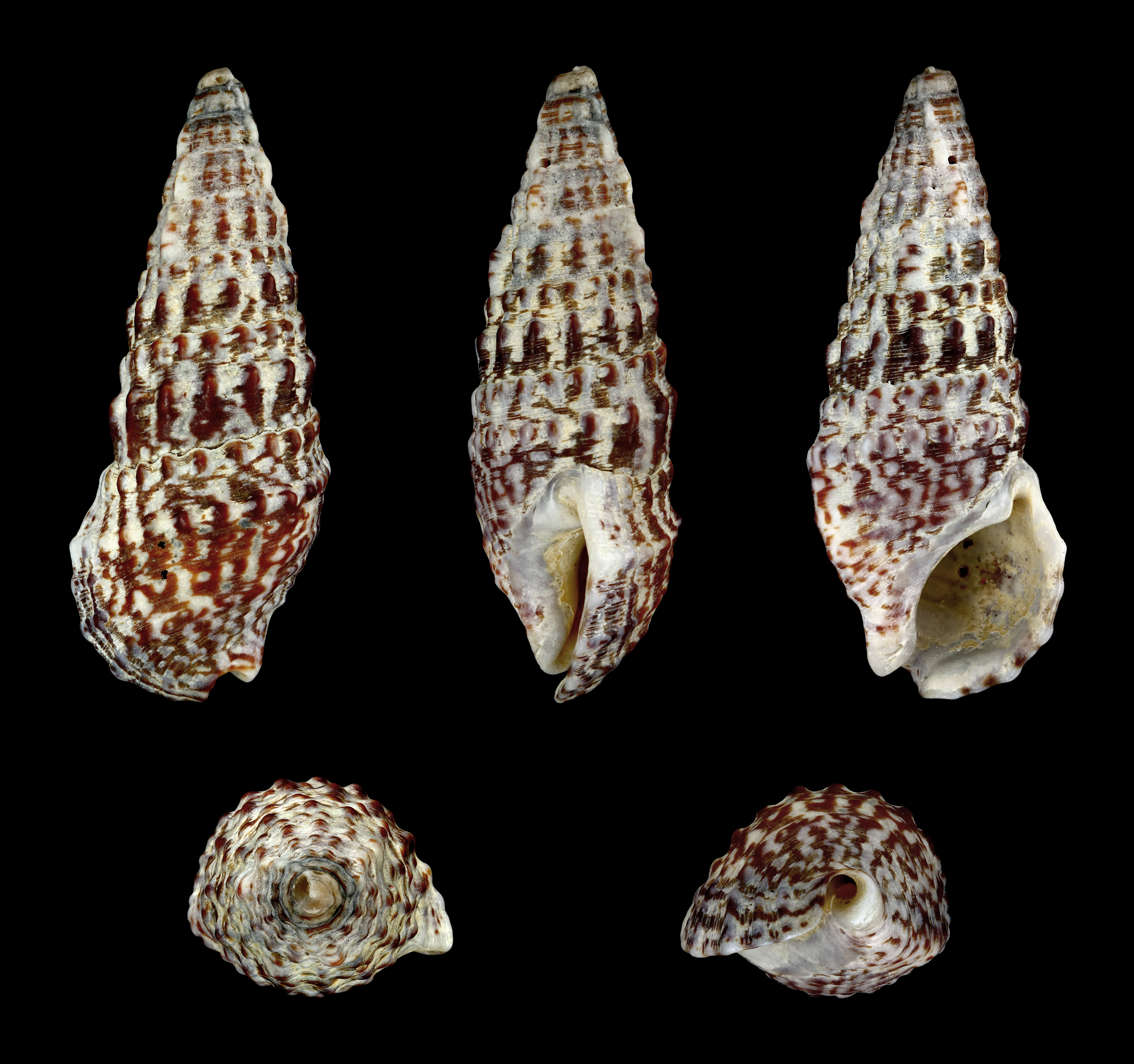
Cerithium vulgatum
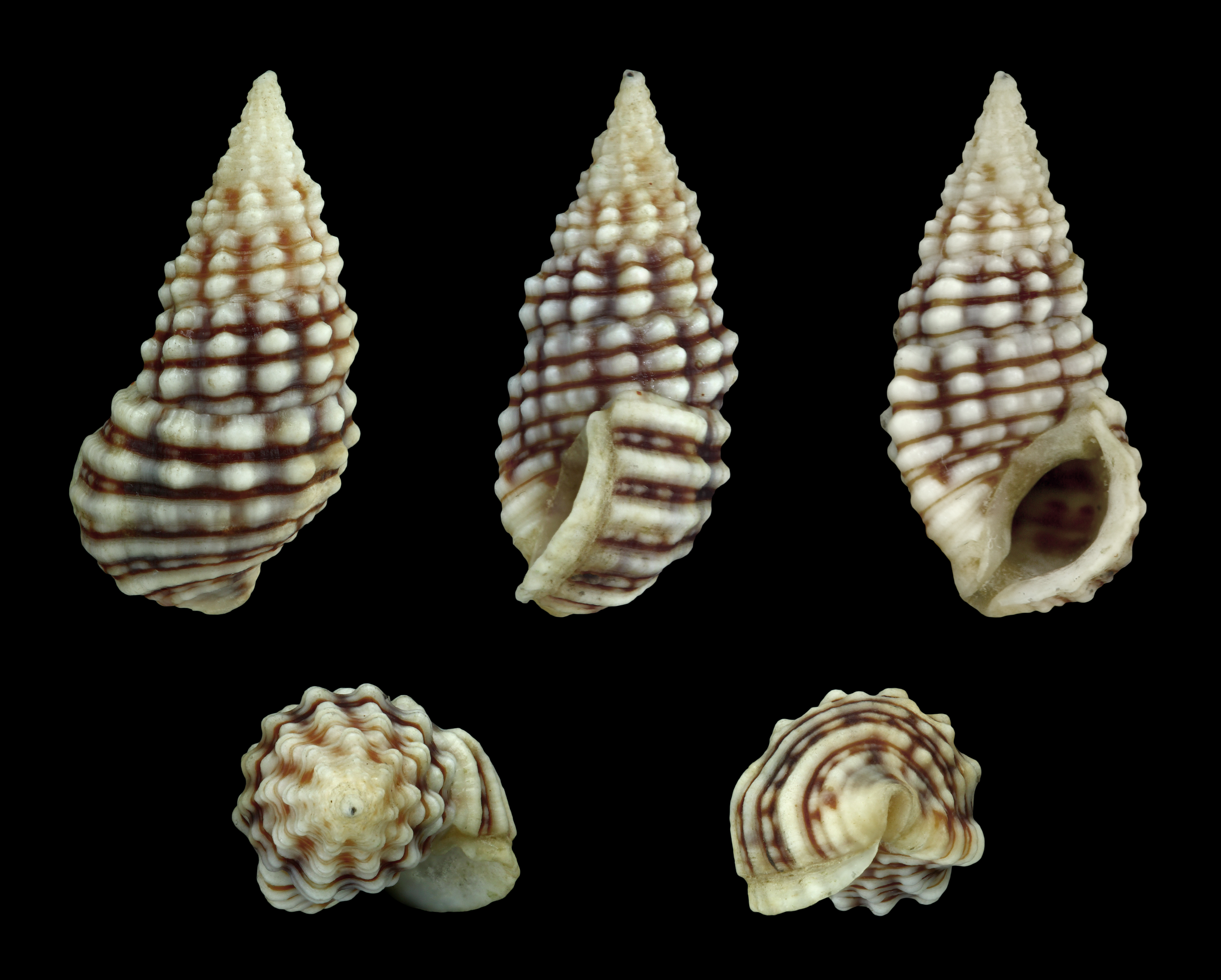
Clypeomorus persica
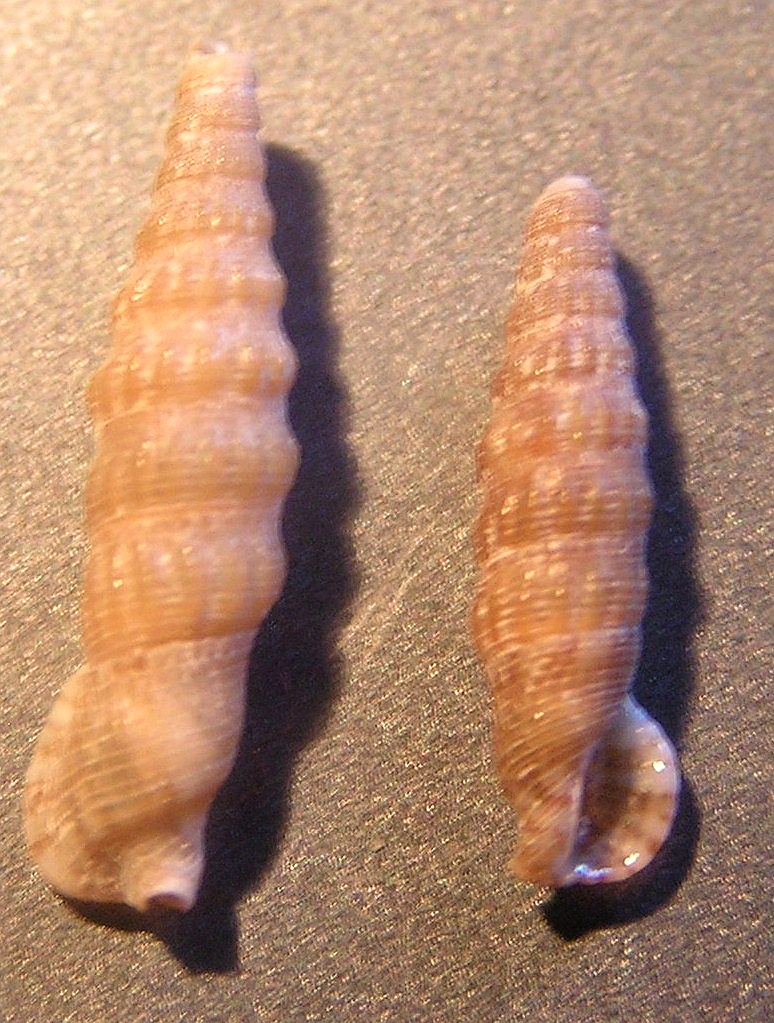
Colina macrostoma
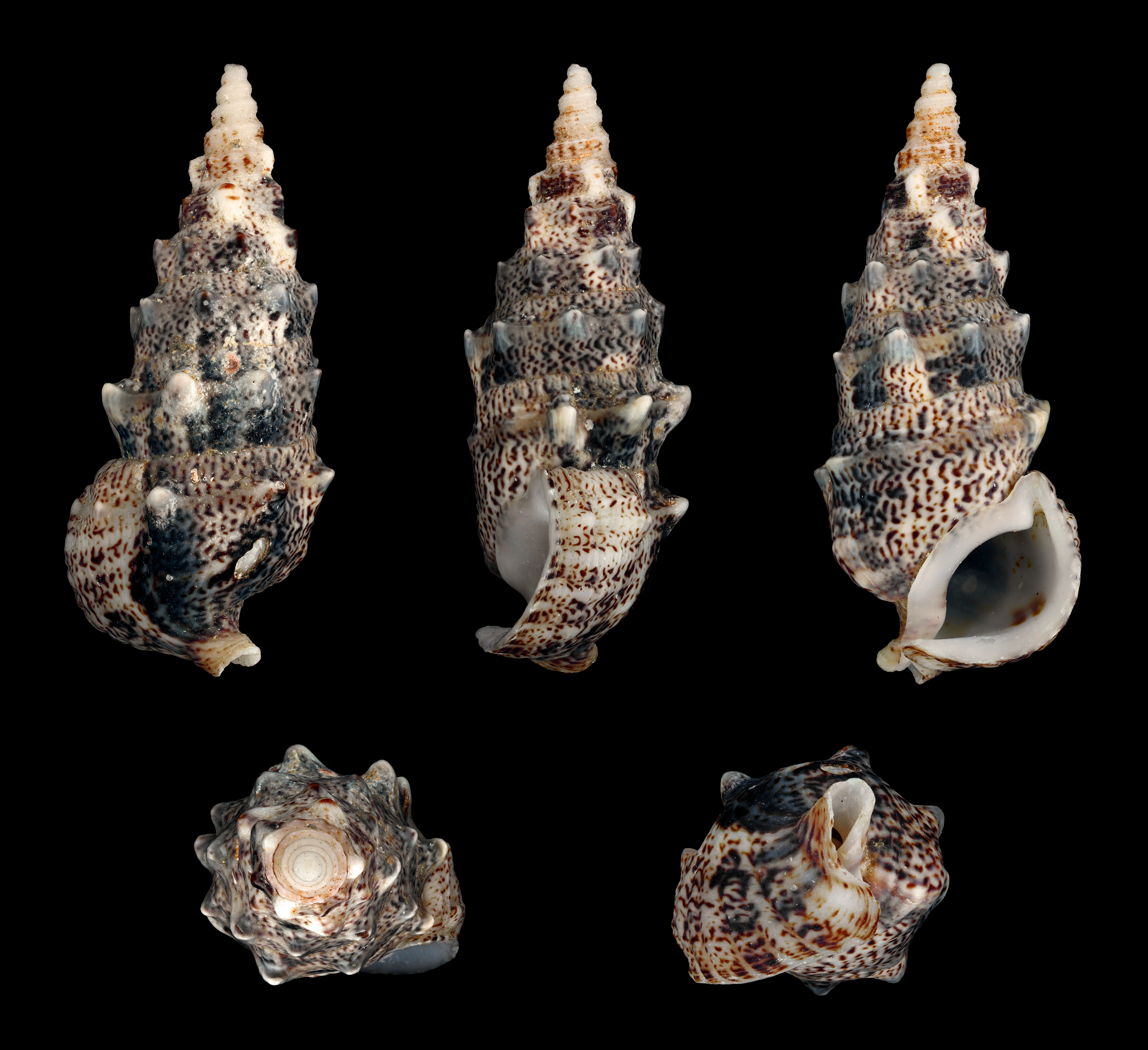
Pseudovertagus aluco
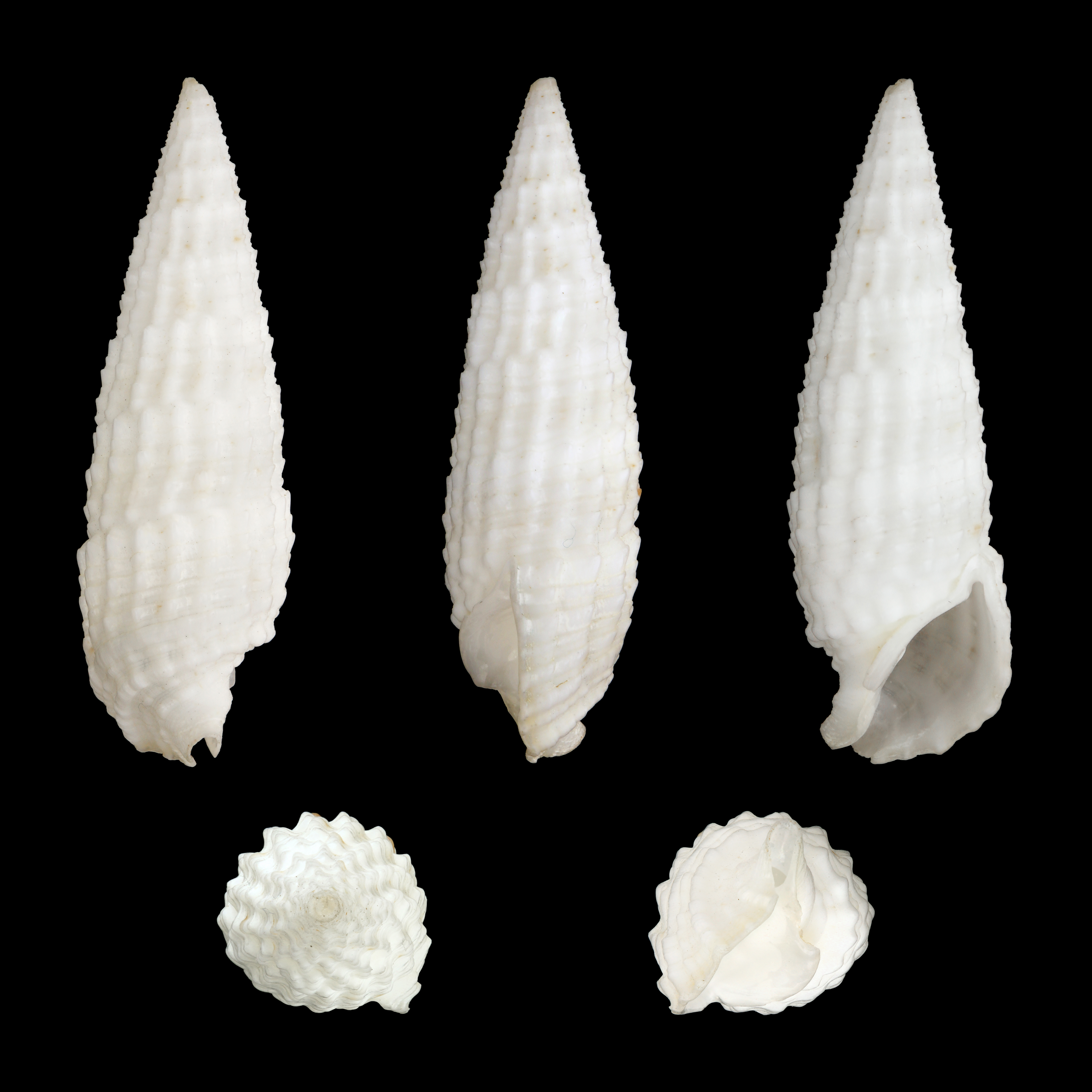
Rhinoclavis aspera